# Marais de Čepkeliai

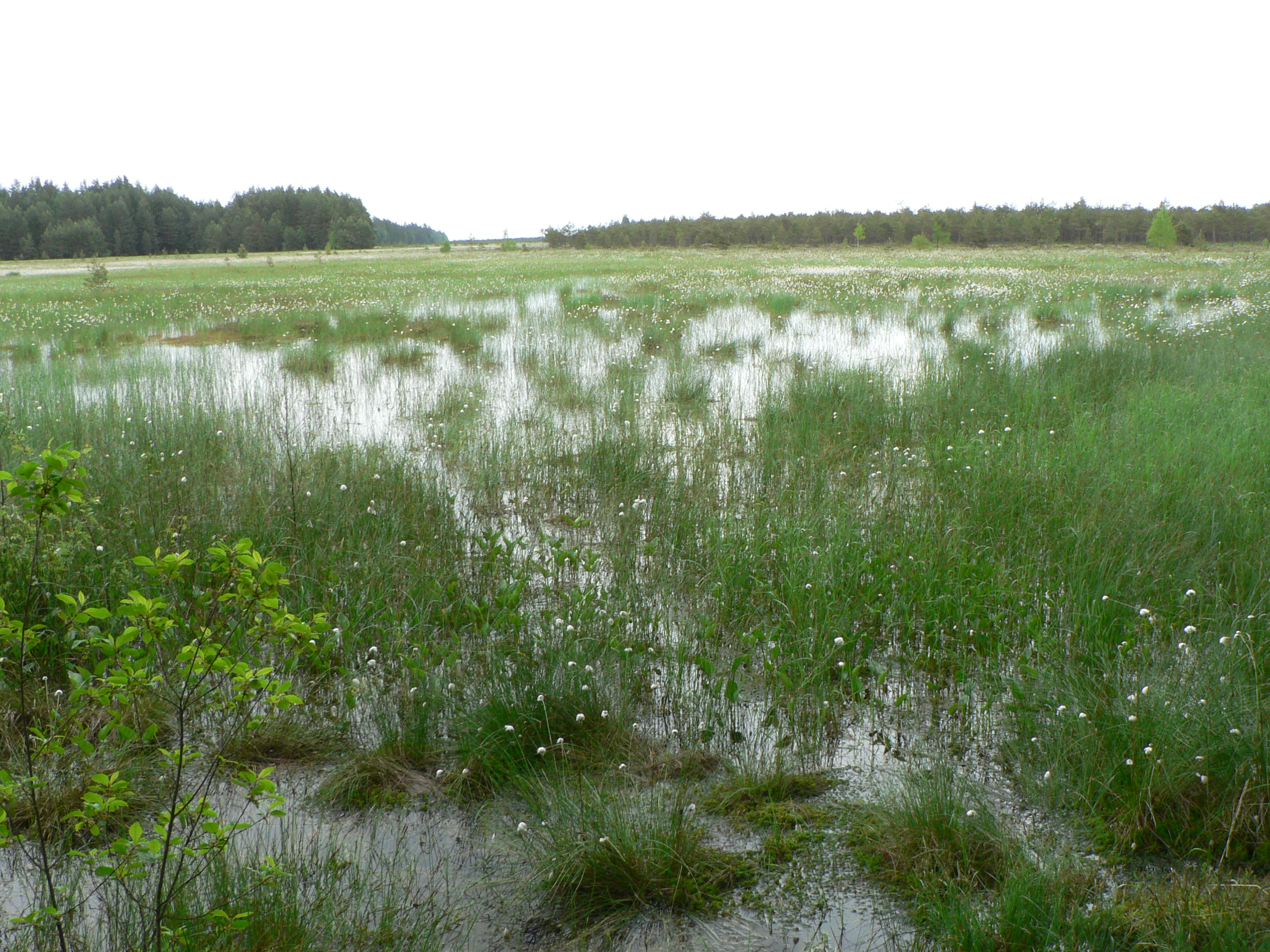
Marais de Čepkeliai

Le marais de Čepkeliai (lituanien : Čepkelių raistas) est le plus grand marais de Lituanie, situé dans le parc national de Dzūkija, au sud du village de Marcinkonys et près de la frontière biélorusse. Ce marais est protégé par le statut de réserve naturelle.